# Bargot Topong (Batang Angkola)
Bargot Topong is een bestuurslaag in het regentschap Tapanuli Selatan van de provincie Noord-Sumatra, Indonesië. Bargot Topong telt 296 inwoners (volkstelling 2010).